# W. Michael Blumenthal
Werner Michael Blumenthal (nacido el 3 de enero de 1926) es un líder empresarial, economista y asesor político Alemán-estadounidense que sirvió como Secretario del Tesoro de los Estados Unidos bajo el presidente Jimmy Carter de 1977 a 1979.
A los trece años, Blumenthal apenas escapó de la Alemania nazi con su familia judía en 1939. Se vio obligado a pasar la Segunda Guerra Mundial viviendo en el gueto de la Shanghai ocupada por los japoneses, China, hasta 1947. Luego se dirigió a San Francisco y comenzó a hacer trabajos ocasionales para abrirse camino en la escuela. Se matriculó en la universidad y finalmente se graduó en la Universidad de California, Berkeley y la Universidad de Princeton con títulos en economía internacional. Durante su carrera, participó activamente tanto en los negocios como en el servicio público.
Antes de ser designado para un puesto en el gabinete con el recién elegido presidente Jimmy Carter, Blumenthal se había convertido en un líder empresarial exitoso y ya había ocupado puestos administrativos bajo los presidentes John F. Kennedy y Lyndon B. Johnson. Como miembro de la administración Carter, ayudó a orientar la política económica y participó en el restablecimiento de vínculos con China. Después de su dimisión, se convirtió en presidente y director ejecutivo de Burroughs Corporation y Unisys, seguido de diecisiete años como director del restaurado Museo Judío de Berlín. Es autor de The Invisible Wall (1998, Counterpoint Press) y From Exile to Washington: A Memoir of Leadership in the Twentieth Century (2013, The Overlook Press). Blumenthal es el ex miembro vivo del gabinete estadounidense de mayor edad.

## Vida temprana y educación

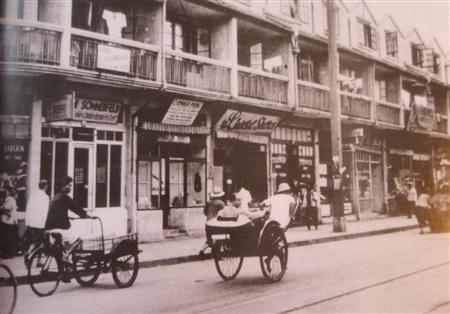
The Shanghai ghetto in 1943

Blumenthal nació en Oranienburg, República de Weimar (actual Alemania), hijo de Rose Valerie (de soltera Markt) y Ewald Blumenthal. Su familia era modesta y propietaria de una tienda de ropa. Sus antepasados habían vivido en Oranienburg desde el siglo XVI. siglo. Como resultado de las Leyes de Nuremberg del partido nazi, que entraron en vigor en 1935, su familia comenzó a temer por sus vidas y se dieron cuenta de que tenían que escapar de Alemania. Blumenthal recordó la Kristallnacht, una serie de ataques coordinados contra judíos y sus propiedades que comenzaron en toda Alemania el 9 de noviembre de 1938, cuando tenía 12 años.

Recuerdo claramente... cuando vinieron y destrozaron todas las tiendas judías. Recuerdo haber visto arder la sinagoga más grande de Berlín y recuerdo haber sido golpeado por niños uniformados.

Hombres nazis de la Gestapo irrumpieron en su casa a primera hora de una mañana de 1938 y arrestaron a su padre sin ningún motivo indicado. Su padre fue llevado al campo de concentración de Buchenwald, uno de los campos de trabajos forzados más grandes de Alemania, donde finalmente fueron asesinadas unas 56.000 personas, en su mayoría judíos. Su madre vendió apresuradamente todas las posesiones de la casa y logró la liberación de su marido. No les quedó más remedio que vender su tradicional tienda de ropa a su vendedora jefe por "prácticamente nada", dice su hermana mayor Stefanie. Ella recuerda: "Mi madre lloró, no tanto por la pérdida, sino por la sensación de injusticia, de que alguien a quien habíamos entrenado pudiera volverse contra nosotros, pudiera obtener algo por lo que habíamos trabajado tan duro, a cambio de nada".
Con el poco dinero que les quedaba, su madre les compró billetes para ir a Shanghai, China, una ciudad portuaria abierta que no requería visa. Huyeron de Alemania en un carguero de pasajeros poco antes de que estallara la guerra en 1939. Sólo se llevaron posesiones mínimas; no se les permitió llevar dinero. Recuerda el viaje: "Desde Nápoles vía Port Said, Suez, Aden, Bombay, Colombo, Singapur y Hong Kong; cada uno de esos puertos de escala era parte del Imperio Británico, y ninguno admitía judíos. refugiados."
Al llegar, esperaban quedarse sólo brevemente, asumiendo que luego podrían viajar a un país más seguro. Sin embargo, con el estallido de la Segunda Guerra Mundial, Japón había ocupado Shanghai y los Blumenthal fueron confinados en el Ghetto de Shanghai junto con otros 20.000 refugiados judíos durante los siguientes ocho años.

Los duros años de la guerra de refugiados fueron lecciones preciosas para el futuro... En Shanghai aprendí lo que significa tener hambre, ser pobre y ser olvidado sin culpa alguna, y lo que la gente hará cuando esté contra la pared. Vi que la vida puede ser injusta, que los títulos, las posesiones y todos los símbolos de la posición y el estatus son transitorios, que no son tan importantes como los propios recursos internos frente a tiempos difíciles, reveses y derrotas personales.

Blumenthal fue testigo de la pobreza extrema y el hambre en todo el gueto, y a veces vio cadáveres tirados en las calles. "Era un pozo negro", dijo. Pudo encontrar un trabajo de limpieza en una fábrica de productos químicos y ganó 1 dólar a la semana, que utilizó para alimentar a su familia.

Estaba confinado en un rincón lejano de Asia, tan indigente que me metieron periódicos en los zapatos para tapar los agujeros... No tenía ningún pasaporte y durante dos años y medio fui prisionero de los japoneses, y más tarde ni siquiera el funcionario consular estadounidense más joven me habría dado la hora del día.

Su educación fue desordenada y el estrés de sobrevivir hizo que sus padres se divorciaran. Sin embargo, pudo aprender inglés durante un breve período en una escuela británica, y aprendió a hablar algo de chino, francés y portugués durante otros períodos allí.
Cuando terminó la guerra en el Pacífico en el verano de 1945, las tropas estadounidenses entraron en Shanghai. Encontró un trabajo como ayudante de almacén en la Fuerza Aérea de EE. UU., lo que se benefició de sus habilidades lingüísticas. En 1947, él y su hermana, después de mucho esfuerzo y de que se les negaran visas para Canadá, recibieron visas para EE. UU.
Se dirigieron a San Francisco, donde no conocían a nadie, y con sólo 200 dólares entre ellos. Con una educación limitada y ahora un refugiado apátrida, hizo todo lo posible para hacer algo por sí mismo:

Llegué a este país sintiendo que tenía capacidades y talentos. Leo mucho. Hablé con la gente. Quería hacer cosas. Descubrí que puedo afrontar la situación razonablemente bien.

## Educación
Blumenthal encontró su primer trabajo a tiempo completo ganando $40 por semana como empleado de facturación para la National Biscuit Company. Más tarde se matriculó en el San Francisco City College y se mantuvo trabajando a tiempo parcial, incluido conductor de camión, operador de ascensor nocturno, ayudante de camarero y taquillero de cine. También trabajó como guardia blindado y en una fábrica de cera, donde llenaba "vasitos de papel con cera" desde medianoche hasta las 8 de la mañana.
Blumenthal fue admitido en la Universidad de California, Berkeley donde se graduó Phi Beta Kappa en 1951 con una B.S. licenciatura en economía internacional. También fue donde conoció y se casó con Margaret Eileen Polley en 1951. En 1952, Blumenthal se naturalizó como ciudadano estadounidense.
A Blumenthal se le ofreció una beca para asistir a la Escuela de Asuntos Públicos e Internacionales Woodrow Wilson en la Universidad de Princeton, en Nueva Jersey. A partir de ahí, obtuvo una Maestría en Artes y una Maestría en Asuntos Públicos en 1953, seguida de un doctorado. en economía en 1956. La tesis doctoral de Blumenthal se tituló "Relaciones entre los trabajadores y la dirección en la industria siderúrgica alemana, 1947-54". relaciones en la industria siderúrgica alemana, 1947-54. Para obtener ingresos, su esposa trabajó como secretaria y él enseñó economía en Princeton de 1954 a 1957. También trabajó como árbitro laboral para el estado de Nueva Jersey de 1955 a 1957.

## Carrera

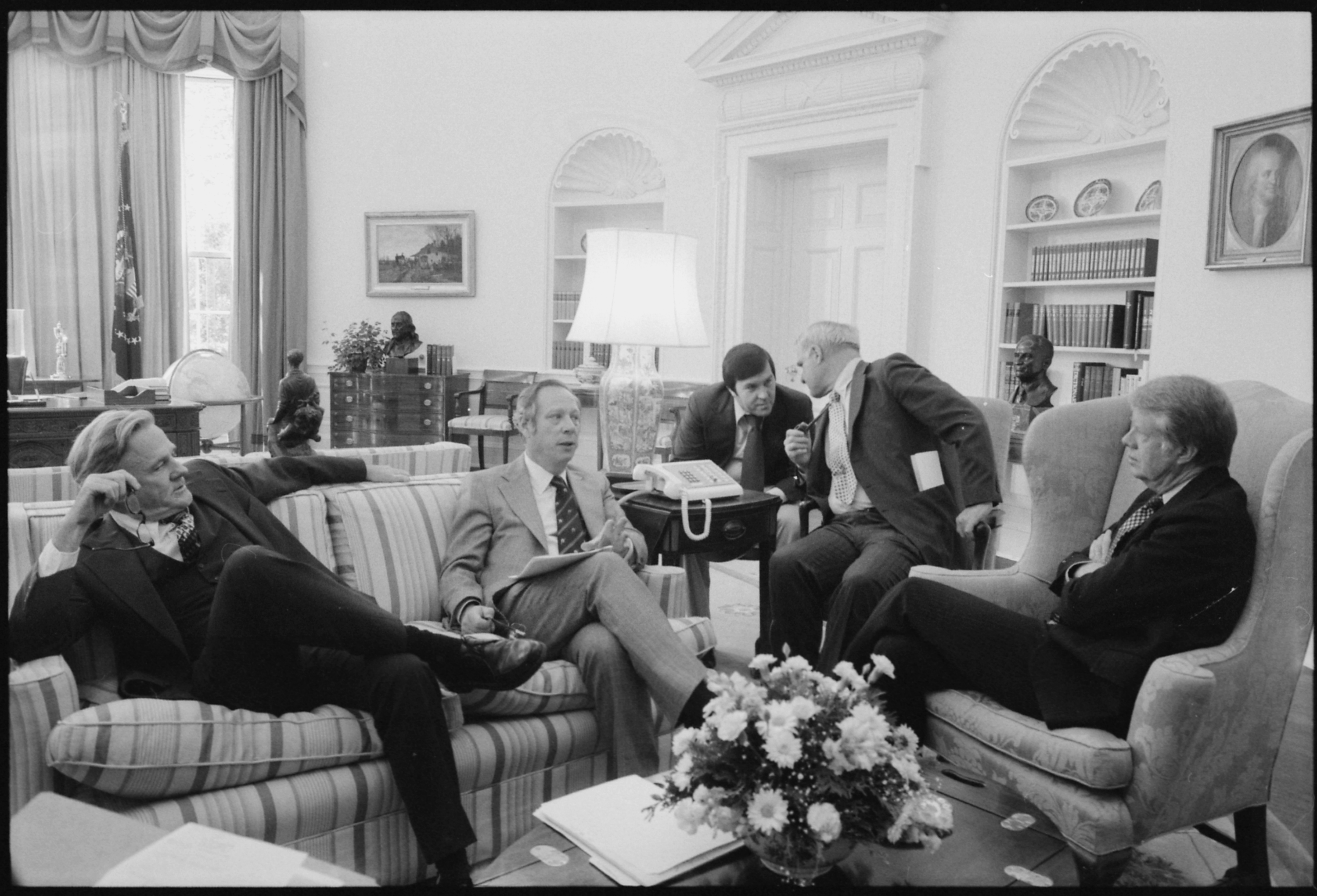
De derecha a izquierda: el presidente Jimmy Carter, James Schlesinger Hamilton Jordan, Blumenthal y Charles Schultze en la Oficina Oval en 1978

En 1961, habiendo sido entonces un demócrata registrado, se mudó a Washington, D.C., después de la toma de posesión de John F. Kennedy, donde el diplomático George Ball le ofreció un puesto para servir como Subsecretario de Estado para Asuntos Económicos y Comerciales adjunto de Kennedy. Aceptó el puesto y sirvió en el Departamento de Estado desde 1961 hasta 1967 como asesor sobre comercio de Kennedy y después del Asesinato de John F. Kennedy, como asesor de Lyndon B. Johnson.
Johnson lo nombró embajador de Estados Unidos y negociador jefe de Estados Unidos en las conversaciones de la Ronda Kennedy Acuerdo General sobre Aranceles Aduaneros y Comercio en Ginebra, considerada una de las negociaciones comerciales multilaterales más importantes del mundo. El Ministro de Comercio de Canadá describió a Blumenthal como un negociador duro, lo que Blumenthal considera irónico: "Si me hubieran dejado entrar al país en 1945, podría haber estado trabajando de su lado".
En 1967, Blumenthal dejó el gobierno para unirse a Bendix International (Bendix Corporation), una empresa de fabricación e ingeniería especializada en autopartes, electrónica y aeroespacial. Después de cinco años fue nombrado presidente y director ejecutivo y permaneció en la empresa durante diez años más. Cuando asumió por primera vez la dirección de Bendix, Wall Street consideraba que la empresa era una empresa tambaleante. Después de cinco años como presidente, la compañía casi duplicó sus ventas a poco menos de $3 mil millones de dólares, y en 1976 Duns Review calificó a Bendix como "una de las cinco compañías mejor administradas en los EE. UU."
Mientras Blumenthal encabezaba Bendix, el recién elegido presidente Jimmy Carter lo nominó para convertirse en su secretario del Tesoro de los Estados Unidos, cargo que ocupó desde el 23 de enero de 1977 hasta el 4 de agosto de 1979. Cyrus Vance originalmente había querido que fuera su adjunto cuando se convirtió en Secretario de Estado de Carter, pero Carter decidió que estaría mejor ubicado como Secretario del Tesoro. Su nominación fue confirmada por unanimidad. Ese junio, viajó a la sede de la Organización para la Cooperación y el Desarrollo Económicos (OCDE) en París para su conferencia anual, cuya agenda principal se refería a cómo las potencias occidentales manejarían la lenta recuperación después de la profunda recesión de 1974–75.
Blumenthal conoció a Carter por primera vez en 1975 en una reunión de la Comisión Trilateral en Japón. Carter posteriormente lo invitó a su casa conociendo su talento como exitoso gerente de negocios y negociador, y sabía que Blumenthal le ofrecería buenos consejos económicos. Blumenthal recuerda en ese momento: "La lista de los principales empresarios demócratas no es muy larga". Al aceptar el En su puesto, sus ingresos pasaron de 473.000 dólares al año a 66.000 dólares. También le divirtió la ironía de leer el titular de un periódico alemán: "Un berlinés se convertirá en el nuevo ministro de Finanzas de Carter".
Sin embargo, como secretario del Tesoro, nunca fue nombrado miembro del "círculo íntimo" de Carter y sus responsabilidades nunca estuvieron claramente definidas, escribe el historiador Burton Ira Kaufman. Aunque fue nombrado presidente del Grupo de Política Económica (EPG) de Carter y era el principal funcionario de política económica de Carter, todavía no pudo trazar la política económica ni ser reconocido como el principal portavoz económico de la administración. En cambio, tuvo que compartir el papel con aquellos más cercanos al presidente, lo que causó confusión entre los de afuera y debilitó la efectividad de Blumenthal.
Blumenthal tomó un papel activo en la lucha contra la inflación, que había aumentado del 7 por ciento a principios de 1978 al 11 por ciento en el otoño.: 49  En el verano de 1979, la inflación había alcanzado el 14 por ciento, y el desempleo en algunas ciudades se acercaba al 25 por ciento.: 50  Gran parte del aumento tuvo que ver con OPEP eleva los precios del petróleo.: 50  Durante este período, el dólar estadounidense también fue el objetivo de una de las mayores especulaciones monetarias de la historia por parte de países como Alemania y Japón, cuyas monedas se estaban apreciando rápidamente frente al dólar.
En febrero de 1979, Blumenthal representó a los EE. UU. en su primera visita a China por parte de un funcionario del gabinete estadounidense luego del reconocimiento oficial de su gobierno comunista, que China había proclamado en 1949. Hasta ese momento, la mayoría de los académicos estadounidenses sobre China nunca habían estado en China, y el evento fue tan digno de noticia que veinte periodistas viajaron con Blumenthal y su personal. Se considera que Shanghai fue un factor importante para que los líderes chinos lo invitaran, en lugar de un funcionario del Departamento de Estado. Su viaje fue un gran éxito, señala el biógrafo Bernard Katz. Blumenthal también regresó el mes siguiente para la inauguración de la Embajada de Estados Unidos. Él explica:

Nuestra visita fue un paso inicial en el lento, cuidadosamente administrado y renovado acercamiento de China y Estados Unidos, que comenzó de manera vacilante con muchos arranques y arranques a principios de los años setenta, y que culminó nueve años después con el restablecimiento de relaciones diplomáticas plenas (en las que yo estaría destinado a desempeñar un papel oficial).

Utilizó parte de su discurso, gran parte del cual pronunció en chino, para transmitir a los líderes chinos la seria preocupación de Estados Unidos por la invasión china de Vietnam una semana antes. Henry Kissinger describió la invasión múltiple Guerra chino-vietnamita que pudo haber incluido hasta 400.000 soldados chinos. Blumenthal les pidió que retiraran sus tropas "lo más rápido posible", ya que conllevaba el "riesgo de guerras más amplias".  Los chinos quedaron particularmente impresionados por el discurso de Blumenthal, añade Katz. Y aunque se desconoce el efecto de su discurso, el ejército chino se retirada unas semanas después de su visita.
En julio de 1979, Carter esbozó sus medidas para hacer frente a la crisis económica y energética de la nación y, al mismo tiempo, pidió a cinco miembros de su gabinete, incluido Blumenthal, que renunciaran. Otros veintitrés altos funcionarios también fueron despedidos.
Después de dimitir, se incorporó a Burroughs Corporation en 1980 como vicepresidente y luego como presidente de la junta un año después. Después de fusionar la empresa con Sperry Corporation, se convirtió en Unisys Corporation en 1986, con Blumenthal como presidente y director ejecutivo (CEO). Permaneció en Unisys hasta 1990, cuando renunció después de varios años de pérdidas para convertirse en socio comanditario de Lazard Freres & Company, un banco de inversión ubicado en Nueva York. Como tenía más tiempo libre, impartió cursos de economía en Princeton.
En abril de 2016, fue uno de los ocho exsecretarios del Tesoro que pidieron al Reino Unido que siguiera siendo miembro de la Unión Europea antes del Referéndum de membresía de la Unión Europea del Reino Unido de 2016.

## Museo Judío de Berlín
En 1997, Blumenthal se convirtió en el director fundador del Museo Judío de Berlín en la entonces nueva capital de la República Federal de Alemania. Su trabajo comenzó en diciembre de ese año, cuando aceptó una invitación de la ciudad de Berlín para convertirse en presidente y director ejecutivo del Museo Judío de Berlín. El primer museo judío de Berlín se fundó en 1933, pero fue cerrado en 1938 por el régimen nazi. El museo reinventado incluye exhibiciones que documentan 2000 años de los capítulos a menudo trágicos de la historia judía alemana, incluido El Holocausto, y es el museo judío más grande de Europa. Blumenthal siguió siendo el director del museo desde 1997 hasta 2014, y la finalización y apertura del Museo en 2001 se atribuyen a su dirección. El proyecto ha atraído una atención considerable dentro y fuera de Alemania. En 1999 y 2006, Blumenthal recibió la Medalla al Mérito Senior de Alemania por sus servicios a la República Federal de Alemania, en reconocimiento a su trabajo en Berlín.

## Vida personal
Se casó con Margaret Eileen Polley, una profesora, mientras estaba en la universidad; tuvieron tres hijas: Ann, Jill y Jane.
Actualmente reside en Princeton, Nueva Jersey, con su segunda esposa Barbara (née Bennett), con quien tiene un hijo, Michael.
En 2008, fue elegido como delegado a la Convención Nacional Demócrata (Convención Nacional Demócrata de 2008) y se comprometió a respaldar al entonces Senador Barack Obama.
Blumenthal aparece en el documental de 2020 Harbor from the Holocaust.

## Premios y honores
- Destinatario del Premio a la Excelencia del Centro Internacional de Nueva York.
- En 1980, Blumenthal recibió el Premio Horatio Alger de la Asociación Horatio Alger de Estadounidenses Distinguidos.[17]
- En 1999, recibió la Medalla Leo Baeck por su labor humanitaria promoviendo la tolerancia y la justicia social, así como la Orden al Mérito de la República Federal de Alemania (Gran Cruz al Mérito de la República Federal de Alemania).  En 2002 recibió la Medalla Goethe, el Premio de Cultura de Berlín y la Medalla al Mérito de Berlín.  En 2013 recibió la Medalla Lucius D. Clay y el Premio Roland Berger a la Dignidad Humana.  En 2014 recibió el Premio Nachama a la Tolerancia y el Coraje Civil y, en 2015, recibió el Premio a la Tolerancia y la Comprensión del Museo Judío de Berlín.[2]
- Fue elegido ciudadano honorario de Berlín en 2015, así como de Oranienburg, su ciudad natal.
- Blumenthal posee numerosos títulos honoríficos de las principales universidades de Estados Unidos.
- Recibió la Medalla Madison de la Universidad de Princeton por su destacado servicio público en 1979.